# Sejida
Sous-ordre
Synonymes
- Sejina Kramer, 1885
- Heterozerconina Berlese, 1892
- Liroaspina Trägårdh, 1946

Les Sejida sont un sous-ordre d'acariens mesostigmates.

## Liste des familles
Selon Beaulieu, Dowling, Klompen, de Moraes & Walter 2011 :
- Sejoidea Berlese, 1885
  - Ichthyostomatogasteridae Sellnick, 1953
  - Sejidae Berlese, 1885
  - Uropodellidae Camin, 1955
- Heterozerconoidea Berlese, 1892
  - Discozerconidae Berlese, 1910
  - Heterozerconidae Berlese, 1892

## Taxinomie
Ce sous-ordre est divisé en cinq familles.

## Publication originale
- Kramer, 1885 : Uber Halarachne Halichoeri Allm. Zeitschrift für die Gesammten Naturwissenschaften, vol. 58, p. 46-74.